# Крошкин, Борис Юрьевич
Борис Юрьевич Крошкин (род. 22 марта 1965 года) — советский легкоатлет и российский тренер высшей категории по лёгкой атлетике. Двукратный призёр Сурдлимпийских игр 1989 года. Мастер спорта СССР международного класса. Заслуженный тренер России.

## Биография
Борис Юрьевич Крошкин родился 22 марта 1965 года. Окончил факультет физической культуры Московского городского педагогического университета. Выступал за Сурдлимпийскую сборную СССР в беге на 100, 200 и 400 метров.
Работает тренером-преподавателем детско-юношеской спортивно-адаптивной школы равных возможностей физкультурно-спортивного объединения «Юность Москвы» и старшим тренером сурдлимпийской сборной команды России по лёгкой атлетике.
Наиболее высоких результатов среди воспитанниками Крошкина добились:
- Ольга Якубовская (Шмигельская) — пятикратная чемпионка Сурдлимпийских игр (2001, 2009, 2013)[6][7],
- Ася Халаджан — четырёхкратная чемпионка Сурдлимпийских игр 2017 года, бронзовый призёр Сурдлимпийских игр 2013 года[8][9],
- Екатерина Кудрявцева — чемпионка Сурдлимпийских игр 2017 года[8],
- Андрей Андреев — двукратный серебряным и бронзовым призёром Сурдлимпийских игр (2009, 2013)[10],
- Вадим Фролов — двукратный чемпион России 2014 года (спорт глухих).

## Личные результаты
| Год  | Соревнования        | Место проведения           | Дисциплина   | Место | Результат |
| ---- | ------------------- | -------------------------- | ------------ | ----- | --------- |
| 1989 | Сурдлимпийские игры | Крайстчерч, Новая Зеландия | 200 м        | 7     | 22,88     |
| 1989 | Сурдлимпийские игры | Крайстчерч, Новая Зеландия | эст. 4×100 м | 3     | 42,78     |
| 1989 | Сурдлимпийские игры | Крайстчерч, Новая Зеландия | эст. 4×400 м | 2     | 3:17,48   |

## Награды и звания
- Почётное звание «Заслуженный тренер России».
- Благодарность мэра Москвы (2010)[11]